# Denis O’Brien (Philosophiehistoriker)
Denis O’Brien (* 1936) ist ein britischer Philosophiehistoriker auf dem Gebiet der antiken Philosophie, der auch in Frankreich wirkte.
O’Brien studierte klassische Philologie am Trinity College, Cambridge. Nach der Promotion mit einer 1969 veröffentlichten Dissertation zu Empedokles bei W. K. C. Guthrie war er Fellow des Gonville and Caius College, Cambridge. Nach fünfzehn Jahren in Cambridge wechselte O’Brien 1971 zunächst an das Centre Léon Robin des Centre national de la recherche scientifique und der Université Paris-Sorbonne, später an das von Jean Pépin begründete Forschungsteam Histoire des doctrines de la fin de l’Antiquité et du haut Moyen âge (UPR 76, heute Centre Jean Pépin). Er ist nunmehr Ehrenpräsident des von John M. Dillon und Vasilis Politis begründeten Plato Centre am Trinity College, Dublin.
O’Brien arbeitet, abgesehen von Empedokles, zu Heraklit, Parmenides, Anaxagoras und Demokrit sowie zu Platon, Aristoteles und vor allem zu Plotin.

## Schriften (Auswahl)
- Empedocles’ cosmic cycle. A reconstruction from the fragments and secondary sources. Cambridge University Press, Cambridge 1969, Nachdruck 2009.
- Plotinus on evil: A study of matter and the soul in Plotinus’ conception of human evil. In: Downside Review 87, 1969, S. 68–110; Nachdruck (leicht korrigiert) in: Le Neoplatonisme (Royaumont 9–13 join 1969). (Colloques international du Centre National de la Recherche Scientifique, sciences humaines). Éditions du CNRS, Paris 1971, S. 113–146.
- Pour interpréter Empédocle. Les Belles Lettres, Paris; Brill, Leiden 1981.
- Theories of weight in the ancient world. Four essays on Democritus, Plato and Aristotle. A study in the development of ideas. 4 Bände. Les Belles Lettres, Paris; Brill, Leiden 1981ff.
- Études sur Parménide. Publiées sous la direction de Pierre Aubenque. Tome I: Le poème de Parménide. Texte, traduction, essai critique par D. O’ Brien. Vrin, Paris 1988.
- Plotinus on the origin of matter. An exercise in the interpretation of the ‘Enneads’. Bibliopolis, Neapel 1991.
- Théodicée plotinienne, théodicée gnostique. Brill, Leiden 1993.
- Le non-être. Deux études sur le ‘Sophiste’ de Platon. Academia Verlag, Sankt Augustin 1995.
- Plotinus on Matter and Evil, in: Lloyd P. Gerson (Hrsg.): The Cambridge Companion to Plotinus. Cambridge University Press, Cambridge 1996, S. 171–195
- La matière chez Plotin: son origine, sa nature, in: Phronesis 44, 1999, S. 45–71.
- Plotinus on the Making of Matter Part I: The Identity of Darkness, in: International Journal of the Platonic Tradition 5, 2011, S. 6–57.
- Plotinus on the Making of Matter Part II: “A Corpse Adorned” (Enn. II 4 [12] 5.18), in: International Journal of the Platonic Tradition 5, 2011, 209–261.
- Plotinus on the Making of Matter Part III: The Essential Background, in: International Journal of the Platonic Tradition 6, 2012, S. 27–80.
- Plotinus on Matter, Non-Being and Evil, in: Fabienne Jourdan, Rainer Hirsch-Luipold (Hrsg.): Die Wurzel allen Übels: Vorstellungen über die Herkunft des Bösen und Schlechten in der Philosophie und Religion des 1.–4. Jahrhunderts. Mohr Siebeck, 2014, 211–238.
- Plotinus on Evil: Proclus and the Author of the Divine Names, in: John F. Finamore, S. K. Wear (Hrsg.): Defining Platonism: Essays in Honor of the 75th Birthday of John M. Dillon. Franciscan University Press, Steubenville 2017, S. 130–161.